# Бург, Эдуард (рыцарь)
Сэр Эдуард Бург (англ. Sir Edward Burgh; примерно 1508 — весна 1533) — английский аристократ, сын Томаса Бурга, 1-го барона Бурга. Известен в первую очередь как первый муж Екатерины Парр (впоследствии шестой жены короля Генриха VIII). Его часто путают с дедом, Эдуардом Бургом, 2-м бароном Бургом из Гейнсборо.

## Биография
Эдуард Бург принадлежал к старинному роду, представители которого, владевшие землями в Линкольншире, возводили свою генеалогию к Хьюберту де Бургу, 1-му графу Кенту. Он родился примерно в 1508 году в семье Томаса Бурга и Агнес Тирвитт. Его прадед, сэр Томас Бург из Гейнсборо, в 1487 году был вызван в парламент королём Генрихом VII, но неясно, заседал ли он в парламенте и соответственно должен ли считаться полноценным лордом или только бароном de jure. Сын Томаса-старшего Эдуард вызовов не получал, но считается de jure 2-м бароном Бургом. В 1510 году, когда его внуку было примерно два года, этот лорд был признан неправоспособным из-за психической болезни, и всю последующую жизнь он провёл в домашнем заключении. Главой семьи с этого момента считался Томас, сын Эдуарда-старшего, отец Эдуарда-младшего.
К маю 1529 года Эдуард женился. Его супругой стала Екатерина Парр, дочь богатого землевладельца из Ланкашира Томаса Парра и Мод Грин, впоследствии известная исключительно как шестая и последняя жена короля Генриха VIII. На протяжении веков многие историки в связи с этим сюжетом путали Эдуарда Бурга с его дедом, утверждая, что совсем юную Екатерину (она родилась в 1512 году) выдали за безумного старика. Сходство усиливалось из-за того, что Томас Бург в декабре 1529 года получил созданный для него титул барона Бурга; таким образом, оба Эдуарда Бурга оказывались ещё и сыновьями 1-го барона. Только в XX веке, изучив документы (в первую очередь завещание Мод Грин), группа учёных пришла к окончательному выводу: Екатерина Парр стала женой Эдуарда-внука, который был старше, чем она, всего на несколько лет.
Известно, что Бург отличался слабым здоровьем, но источники не уточняют, был ли это физический недуг или психический, унаследованный от деда. Ходили слухи о его гомосексуальности. Некоторое время Эдуард и его жена жили в усадьбе Гейнсборо в Линкольншире, подчиняясь тирании барона Томаса. Последний был жестоким человеком, у него регулярно случались приступы ярости, он требовал от членов семьи полного повиновения. В октябре 1530 года супруги зажили отдельно, в поместье Киртон-ин-Линдси в 10 милях от Гейнзборо. Эдуард часто заседал в местных комиссиях в качестве мирового судьи.
Весной 1533 года (по некоторым данным, не позже апреля) Эдуард Бург умер. Детей он не оставил (существует теоретическая вероятность того, что у Екатерины рождались дети, умершие во младенчестве). Вдова Эдуарда получила от свёкра доходы с двух поместий в Суррее и одного в Кенте. В том же году она стала женой Джона Невилла, 3-го барона Латимера, после его смерти — женой короля Генриха VIII, а овдовев в третий раз — женой Томаса Сеймура, 1-го барона Сеймура из Садли.